# Prospero Minghetti

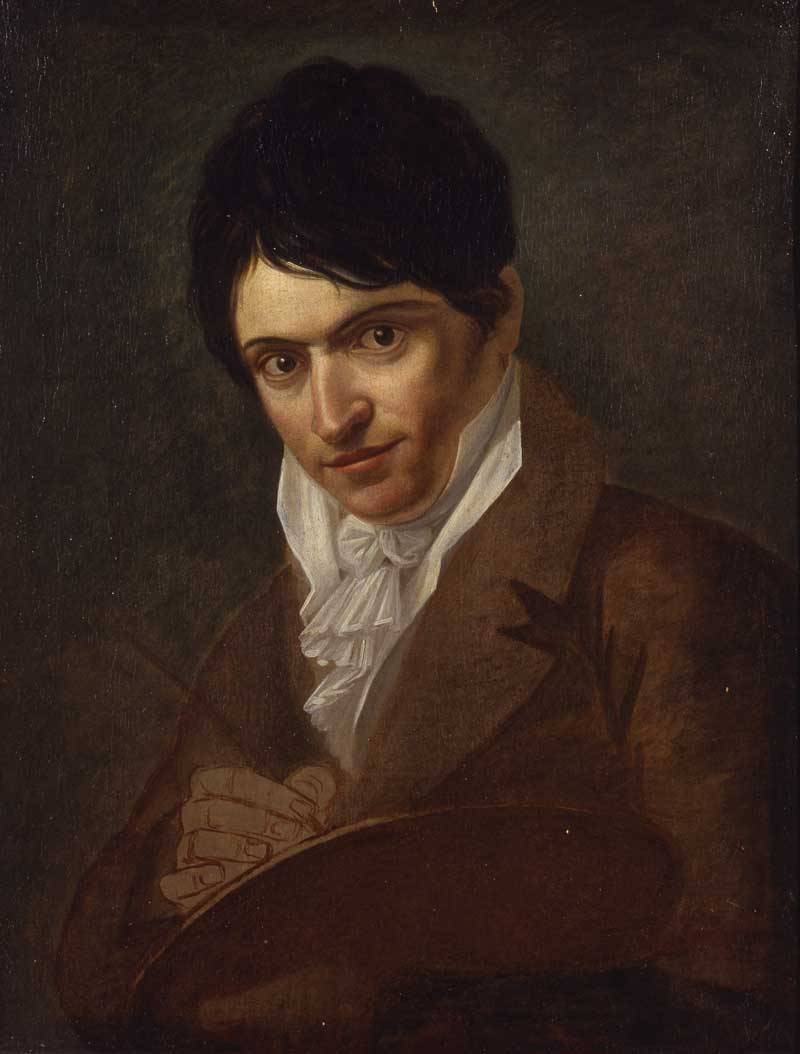
Prospero Minghetti, Autoritratto, olio su tela, 1810 circa, Musei Civici di Reggio Emilia

Prospero Minghetti (Reggio Emilia, 2 gennaio 1786 – Reggio Emilia, 17 febbraio 1853) è stato un pittore italiano.

## Biografia
Prospero Minghetti nacque a Reggio Emilia il 2 gennaio 1786.
All'inizio della sua carriera venne istruito localmente dal pittore Francesco Camuncoli, successivamente da Giovanni Battista Frulli e poi dall'incisore Francesco Rosaspina a Bologna.
Dopodiché si trasferì a Roma, dove si formò nello studio di Canova e strinse una forte amicizia con Minardi.
A Reggio Emilia dipinse molte opere, tra cui il San Giovanni Battista per la Cattedrale di Reggio; Santa Filomena per la Chiesa di San Giorgio; San Bartolomeo e altri santi per la Chiesa di San Francesco; San Gaetano e San Rocco per la Chiesa di San Rocco.
Minghetti era anche molto richiesto come ritrattista: tra i suoi clienti più illustri si ricordano Francesco IV d'Este e Napoleone I.
Il ritratto del Conte Governatore Ippolito Malaguzzi Valeri fu riprodotto come incisione da Delfino Delfini.
Gli affreschi sui soffitti del vecchio teatro di Reggio Emilia, ormai distrutti, erano considerati i suoi capolavori.
Tra i suoi allievi vi era Francesco Zuccotti (Francesco da Codogno), un pittore dell'ordine francescano.
Alla morte di Camuncoli, nel 1831, Minghetti ottenne la carica di direttore della Scuola delle Belle Arti di Reggio Emilia, ruolo che ricoprì fino alla sua morte nel 1853. Durante gli anni di direttore, molti studenti importanti frequentarono la Scuola: Alfonso e Gaetano Chierici; Carlo Zatti; Antonio Fontanesi, Domenico Pellisi (Pellizzi); Giuseppe Ugolini; Carlo Raimondi; Paolo Aleotti; Pio Canossini; Romualdo Belloli.